# Rodrigo Ledesma Ballesteros
Rodrigo Ledesma Ballesteros es un pelotari mexicano. Nació el 29 de septiembre de 1974 en el Estado de México. Durante el Campeonato del Mundo de Pelota Vasca de 2002 en la especialidad de pala corta al lado de Francisco Mendiburu Galíndez. En el Campeonato del Mundo de Pelota Vasca de 2006 ganó la medalla de oro al lado de Francisco Mendiburu Galíndez en la especialidad de paleta cuero. 